# Seznam kanadskih divizij druge svetovne vojne
Seznam kanadskih divizij druge svetovne vojne.

## seznam
- 1. pehotna divizija (Kanada)
- 2. pehotna divizija (Kanada)
- 3. pehotna divizija (Kanada)
- 4. oklepna divizija (Kanada)
- 5. oklepna divizija (Kanada)